# Daniel Cagliari
Daniel Cagliari (ur. 8 października 1998 w Chapecó) – brazylijski siatkarz, grający na pozycji atakującego.